# Lobatera (paroisse civile)
Pour les articles homonymes, voir Lobatera.
Lobatera est l'une des deux paroisses civiles de la municipalité de Lobatera dans l'État de Táchira au Venezuela. Sa capitale est Lobatera, chef-lieu de la municipalité.